# Da Vinci

Familienwappen

Die Da Vinci sind eine italienische Familie aus Vinci in der Toskana.

## Herkunft

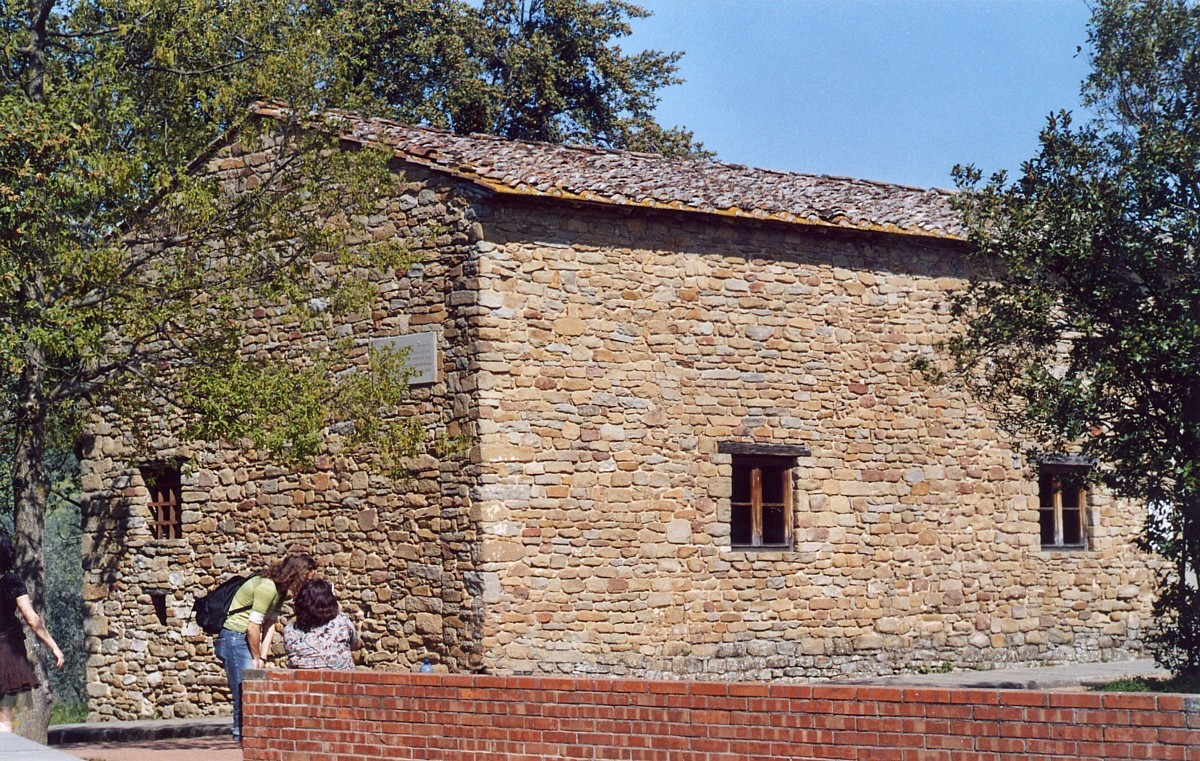
Casa Leonardo, das Haus, in dem Leonardo da Vinci aufgewachsen sein soll. Es liegt an der Via di Anchiano, 3 km nördlich von Vinci, Toskana, Italien

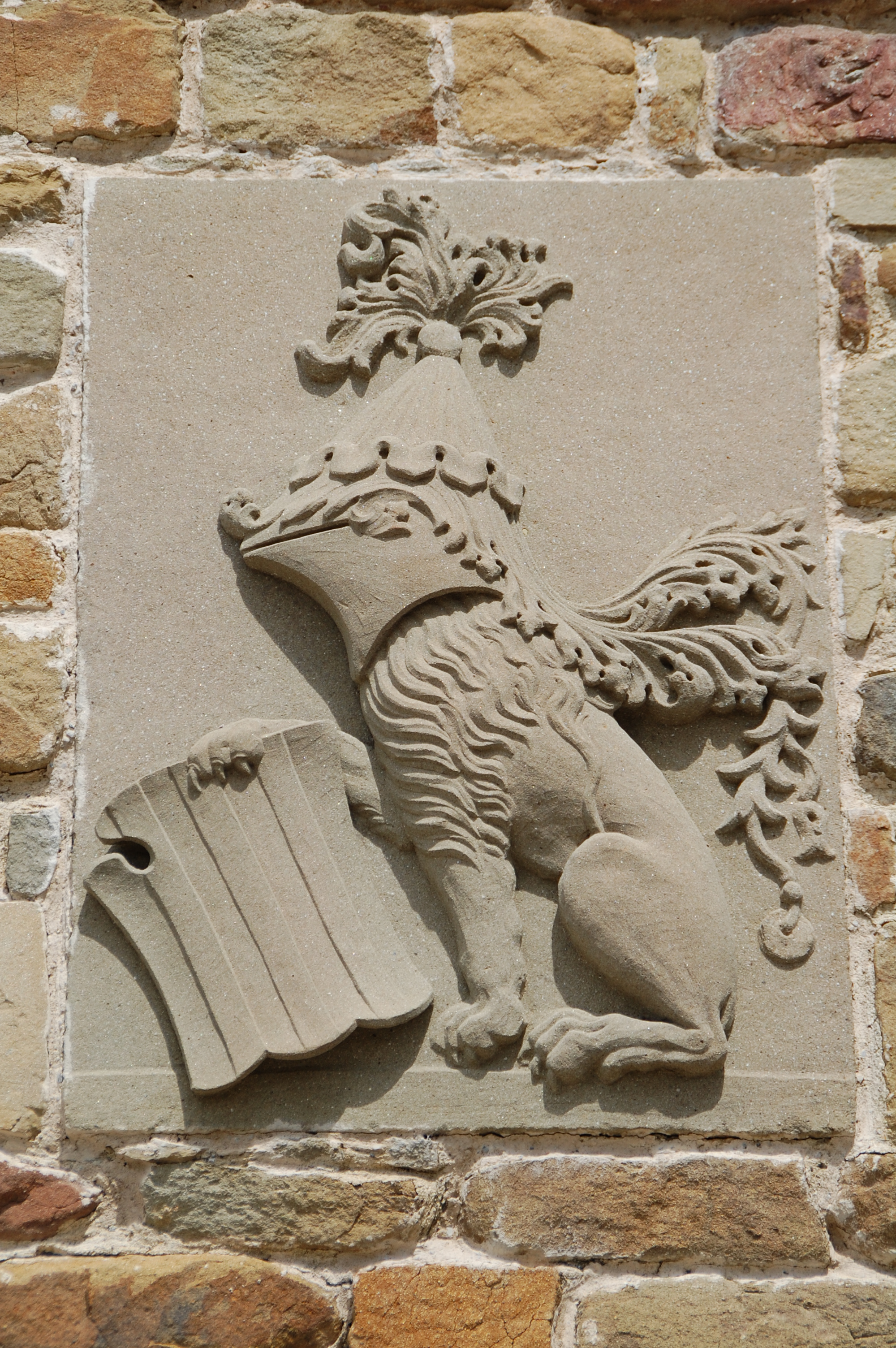
Wappen der Familie Da Vinci am Elternhaus von Leonardo da Vinci

Der Name leitet sich von Vinci, Toskana ab, dem Herkunftsort der Familie. Michele Da Vinci gilt als Gründer der Familie.
Es gibt keine Beweise dafür, dass Michele Da Vinci Notar war, und es ist keine von ihm unterzeichnete Urkunde bekannt. Michele Da Vinci wurde wahrscheinlich im 13. Jahrhundert oder zu Beginn des 14. Jahrhunderts geboren. Michele Da Vinci starb wahrscheinlich vor dem 15. November 1331, wie aus einer im November desselben Jahres in Vinci unterzeichneten Urkunde seines Sohnes Guido hervorgeht, der mit Sicherheit vor 1331 geboren wurde.

## Geschichte

Politische Karte von Italien im Jahr 1494.

Leonardo Da Vincis Großvater Antonio und Vater Piero waren Notare, und Antonio vermerkte die Geburt Leonardos in einem Notarbuch aus dem 14. Jahrhundert, das als Sammlung von Erinnerungen der Familie diente, und schrieb: „"Nacque un mio nipote, figliolo di ser Piero mio figliolo a dì 15 aprile del 1452 in sabato a ore 3 di notte [nach dem Gregorianischer Kalender der 23. April um 21.40 Uhr.] Ebbe nome Lionardo.“ Dieses notarielle Notizbuch gehörte ursprünglich Antonios Großvater, Guido Da Vinci.
In der Notiz heißt es weiter: „"Battizzollo prete Piero di Bartolomeo da Vinci, in presenza di Papino di Nanni, Meo di Tonino, Pier di Malvolto, Nanni di Venzo, Arigo di Giovanni Tedesco, monna Lisa di Domenico di Brettone, monna Antonia di Giuliano, monna Niccolosa del Barna, monna Maria, figlia di Nanni di Venzo, monna Pippa di Previcone“. Das Register gibt Leonardos Geburtsort nicht an. Es wird angenommen, dass es sich um das Haus handelte, das Pieros Familie zusammen mit einem Bauernhof in Anchiano besaß, wo Caterina Buonfiglioli (1436–1495), Leonardos Mutter, lebte. Das Haus in Anchiano (siehe Bild) ging „nach“ Leonardos Geburt in den Besitz der Familie Da Vinci über. Er wurde also nicht dort, sondern im Dorf Vinci geboren und war dann mit seiner Mutter in der Nähe der Kirche San Pantaleo, die heute eine Ruine ist, außerhalb von Vinci.
Ab dem 17. Jahrhundert änderte sich der Nachname von Da Vinci zu Vinci.
Der Filmregisseur Franco Zeffirelli (bürgerlicher Name: Gian Franco Corsi) war ein Nachkomme von Leonardos Vater.
Im Jahr 2021 wurden in Italien vierzehn lebende Nachkommen von Leonardo da Vincis Vater gefunden.
Im Jahr 2025 ist die Familie 713 Jahre alt und das derzeitige Familienoberhaupt ist Paolo Vinci (* 1935).

## Familienmitglieder
- Guido da Vinci († 1331), Ururgroßvater von Leonardo da Vinci.
- Piero da Vinci (1360–1417), Urgroßvater von Leonardo da Vinci.
- Antonio da Vinci (1393–1469), Großvater von Leonardo da Vinci.
- Piero da Vinci (1426–1504), Vater von Leonardo da Vinci.
- Leonardo da Vinci (1452–1519), italienischer Universalgelehrter der Hochrenaissance.
- Giuliano da Vinci (1478–1525), Sohn von Piero da Vinci.
- Lorenzo da Vinci (* 1484), Sohn von Piero da Vinci.
- Domenico da Vinci (1486–1563), Sohn von Piero da Vinci, dem Stammvater der lebenden Nachkommen.
- Pierino da Vinci (1530–1553), italienischer Bildhauer, Neffe von Leonardo da Vinci.